# Televisão na Colômbia
A televisão é uma das mídias de massa da Colômbia. Fundado em 13 de junho de 1954, historicamente tem sido caracterizado por suas altas taxas de consumo pela população nacional, ocupando um importante espaço na vida dos cidadãos. Atualmente, estima-se que mais de 95% dos lares tenham pelo menos um aparelho de televisão em casa e mais de 70% dos colombianos estão acostumados a ver pelo menos uma hora de programação todos os dias.
As modalidades televisivas são definidas pela Comissão de Regulação de Comunicações (reguladora do mercado de telecomunicações, televisão e serviços postais), de acordo com a Lei 1507, de 2012. As licenças e títulos para prestação do serviço em cada modalidade são outorgados pela National Television Authority (regulador do serviço no país em termos de conteúdo e licenças) (agora ANTV National Television Authority) são: nacional, regional, local, por assinatura e DTH, os canais podem ser capital privado e público, Operadores de serviços de assinatura são concessionárias privadas.
No assunto da televisão por cabo por assinatura, a Colômbia apresenta importantes avanços relatando quase 2 milhões de casas conectadas. Algumas das empresas que fornecem o serviço sob esta modalidade produzem seu próprio conteúdo através de canais locais. Da mesma forma e também na modalidade de TV a cabo, desde 1996 existem legalmente no país operadoras de Televisão Comunitária que realizam suas próprias produções e distribuem sinais incidentais de Televisão.
Por seu turno, a televisão por satélite tornou-se uma importante solução de acesso a serviços, especialmente em áreas rurais onde a televisão convencional não chega.
Finalmente, de forma tímida, existem alguns canais de televisão via Internet, uma modalidade que ainda não foi regulamentada pelo Estado.

## História
A televisão foi inaugurada na Colômbia em 13 de junho de 1954, durante o governo do general Gustavo Rojas Pinilla, que ficou impressionado com a nova invenção durante sua estada na Alemanha nazista como adido militar. Com a ajuda de técnicos estrangeiros, especialmente cubanos, foi fundamental para o início da televisão na Colômbia, que foi feito com equipamentos trazidos da Alemanha e dos Estados Unidos.
Em seus primórdios, a televisão colombiana era pública, com ênfase em educação e cultura, mas logo haveria um esquema de concessão através do qual o Estado cuidaria da infraestrutura de televisão e entregaria espaços dentro dos canais para que empresas privadas pudessem cuidar. a programação por essa razão era conhecida como programadores, um esquema "misto" semelhante ao da televisão americana, no qual os canais ou canais transmitiam programação que não produziam. Em 1966, houve uma primeira tentativa de privatização com o canal Teletigre, que falhou devido a problemas econômicos. O Teletigre, que foi transmitido apenas em Bogotá, se tornaria a Tele 9 Corazón e depois a Cadena Dos, com cobertura nacional.
Em 1º de dezembro de 1979, a televisão a cores foi oficialmente inaugurada, embora, em outubro de 1973, já tivesse sido feita a primeira transmissão em cores (com tecnologia japonesa) de um programa educacional da Cenpro Televisión, durante um seminário, e, em 1974, a inauguração e a primeira partida da Copa do Mundo de Futebol Federal também tivessem sido transmitidas ao vivo e em cores, com projeções em duas telas gigantes, instaladas em Bogotá e em Cali.
Nos anos 80, começou também a televisão regional, também pública, com os canais Teleantioquia, Telepacífico e Telecaribe. Até então a televisão nacional tinha três canais: Cadena Uno, Cadena Dos e Cadena Tres. Os dois primeiros foram trabalhar sob o regime de concessão (programação estava nas mãos de empresas privadas, que licitaban cada poucos anos), enquanto os três Cadena (Colômbia futuro Signal) do Estado e foi completamente focado em programação educativa e cultural.
A licitação de 1992 incentivou a concorrência, um passo preliminar para a privatização. Dois Corrente seria chamado canal A, e 24 emissoras receber, em seguida, os espaços apenas um canal e competir directamente com outro programador o outro canal, por exemplo, se a tira de uma cadeia de 15: 00 às 16:00 era de Caracol, no Canal, essa mesma faixa era de RCN-. Além disso, as notícias e algumas novelas foram transmitidas ao mesmo tempo nos dois canais - antes um apresentador poderia se deparar com um musical, por exemplo. Em janeiro de 1998, a One Chain foi renomeada Canal Uno.

## Modalidades
De acordo com a Lei 1507 de 2012, a Comissão de Regulamentação de Comunicações é a entidade encarregada de definir as modalidades de televisão; No entanto, existem as seguintes modalidades previamente estabelecidas pela Lei 182 de 1995 e pelos desenvolvimentos realizados antes da emissão da Lei 1507 pela Comissão Nacional de Televisão da CNTV.

## Programação atual

### Noticiários
Desde o início da primeira década do século XXI, as notícias, que eram de meia hora e eram transmitidas duas ou três vezes por dia, foram ampliadas para introduzir novas seções e manter os altos níveis de sintonia que esses programas costumam ter. A televisão nacional passou de 10 noticiários, de tendências políticas variadas, a 6 noticiários diferentes, dos quais os dois canais privados monopolizam a maior parte da sintonia. Outros dois noticiários estão atualmente no Canal Um. Os canais regionais também contam com vários programas de notícias, com o mesmo esquema do Canal Um, e têm aceitação em sua área de cobertura, evitando o máximo possível diante das notícias dos canais nacionais.
Há também programas de notícias regionais, como o Noticiero 90 Minutos, que é o programa de notícias regional mais visto na Colômbia, que é transmitido pelo canal regional Telepacifico.

### Novelas e seriados

#### Novelas
Nos inícios da televisão na Colômbia, e dada a ênfase cultural que o Estado lhe deu, muitas das telenovelas foram adaptações de obras de literatura universal. No final dos anos 70 e durante a década de 1980, a telenovela colombiana mergulhou no mercado internacional, destacando inicialmente produções como San Tropel e Caballo Viejo da Caracol Televisión. Na década de 1990, a telenovela colombiana se destacou como uma alternativa às tradicionais produções mexicana e venezuelana em argumentos, temas e produção, embora o número de telenovelas fosse bastante pequeno.
Algumas produções colombianas estão entre as mais vendidas e bem sucedidas internacionalmente, entre elas Yo soy Betty la fea, Café con aroma de mujer, Pasión de gavilanes, El último matrimonio feliz, Bella calamidades, La quiero a morir, La viuda de Blanco, Pedro el escamoso, Escobar, el patrón del mal e La venganza.

#### Seriados
série de televisão na Colômbia, geralmente semanal, teve um grande figuração durante os anos oitenta e noventa na televisão colombiana, destacando-se pela sua factura técnica e altos níveis de ajuste e longe do melodrama convencional de telenovelas, com base mais em eventos reais ou romances escritos. Nesta época, várias das produções realizadas foram desenvolvidas nos trópicos colombianos, como Azúcar ou La casa de las Palmas, enquanto outras utilizaram elementos do folclore caribenho, como La Momposina ou Escalona. Além disso, série elementos mais urbanos com toques de mistério como quando eu não choram chorar (também conhecido como The Victorinos) e trabalho escrito pela dupla de "Mauricios" (Mauricio Navas e Mauricio Miranda), com destaque produções como La mujer del presidente e La Lectora. Após a privatização da televisão em 1998, a produção de séries foi reduzida, dando prioridade às novelas convencionais. No entanto, durante a primeira década dos anos 2000 tem havido algumas séries que tiveram um grande impacto sobre o público, tais como La Saga em 2004, Sin tetas no hay paraíso em 2006, El Cartel de los sapos 2008, Las muñecas de la mafia em 2009, Escobar, el patrón del mal em 2012, Caracol Television, Retorno à Guaca em 2008, El Capo em 2009, Rosario Tijeras em 2010, RCN Televisión e Pandillas Guerra y Paz em 1999 , do Canal Um. As séries mencionadas foram emitidas, no entanto, de segunda a sexta-feira.

### Reality shows
A Colômbia não foi alheia ao fenômeno dos reality shows. Geralmente, os canais adquirem os direitos de formatos estrangeiros ou os criam como um formato colombiano. Caracol Television tem produzido, por exemplo, o desafio (14 estações), faixa (TV), eu sou (5 estações), La Voz Colômbia (5 temporadas), Popstars, em outro nível (2 estações), The formando, de medo (3 temporadas), Big brother, Expedition Robinson (versão colombiana de Survivor, 2 temporadas), La Granja Tolima, Angelitos Caracol, o triângulo amoroso (versão local do amor Alternativa formato japonês), Beleza e o Nerd, 100 colombianos dizem: O grande prêmio e eu tenho uma ilusão. Por sua parte, RCN Television produzido Fator X (6 estações), A Ilha dos famosos (4 estações), Protagonistas de Novela (Colômbia) (6 estações), comandos, Dançando por um Sonho (3 temporadas), Dançando com o estrelas, Master Chef (3 temporadas), O jogador (Poker Face, 2 seasons) e The Power of 10 (2 seasons). Canal Uno Guerreros (programa de televisão colombiano) (3 temporadas), uma vez fez um programa deste gênero chamado The Guest.

### Variedades
Na Colômbia, os programas de variedades são transmitidos principalmente no período da manhã e nos finais de semana. A manhã destaca dia a dia e bom dia. Há também humorístico como Duro contra o muro, Caerás, Cocuyo TV (estreia em junho pela RCN Televisión) e Happy Saturdays. Também destaca o concurso Quem Quer Ser um Milionário ?, e La Red, da Caracol Televisión. Os Comediantes da Noite, Doce, A Lavanderia.
Há também os noticiários transmitidos aos domingos à noite, como o sétimo dia, o Pirry Specials e o Entre Ojos, e programas de opinião transmitidos de segunda a sexta, tarde da noite, como El Radar, La Noche e Claramente. "